# Dowhopilla
Dowhopilla (ukr. Довгопілля) – wieś na Ukrainie, w obwodzie czerniowieckim, w rejonie wyżnickim, nad Białym Czeremoszem. W 2001 roku liczyła 1227 mieszkańców.